# Józef Mehoffer
Józef Mehoffer (Ropczyce, 19 marzo 1869 – Wadowice, 8 luglio 1946) è stato un artista, pittore e decoratore polacco, ed uno dei  principali esponenti del movimento della Giovane Polonia.
Dopo aver studiato all'Akademia Sztuk Pięknych di Cracovia e all'Accademia di belle arti di Vienna, Mehoffer cominciò a dedicarsi a ritratti di personaggi storici. Di seguito cominciò ad interessarsi all'arte grafica ed infine si  impegnò nella realizzazione di vetrate.
Il riconoscimento internazionale gli venne dalla vetrata di una chiesa gotica di Friburgo, la Cattedrale di San Nicola (Friburgo).

Estratti dalle vetrate della cattedrale di Saint-Nicolas a Friburgo
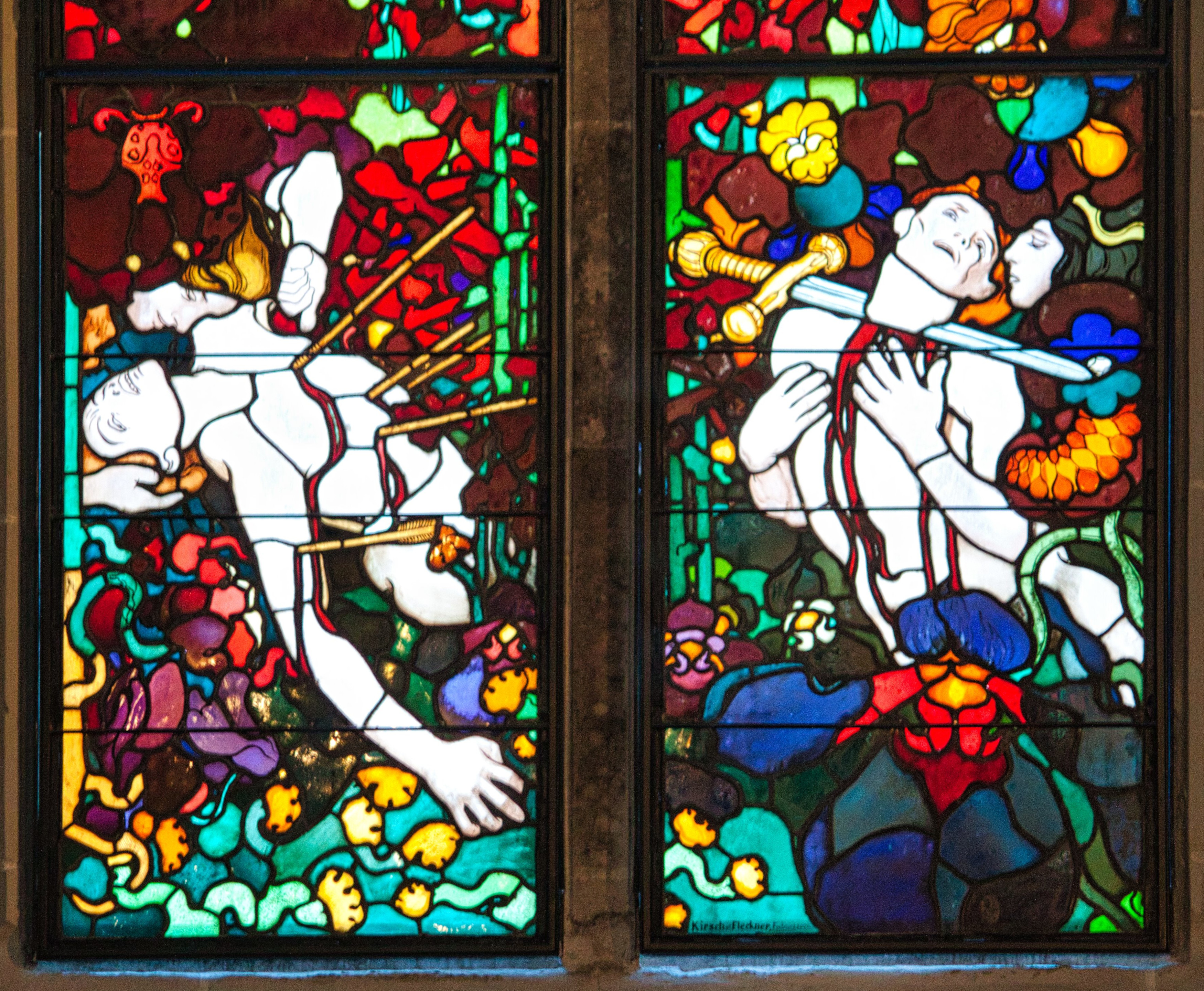
Martirio di Sebastiano e Maurizio
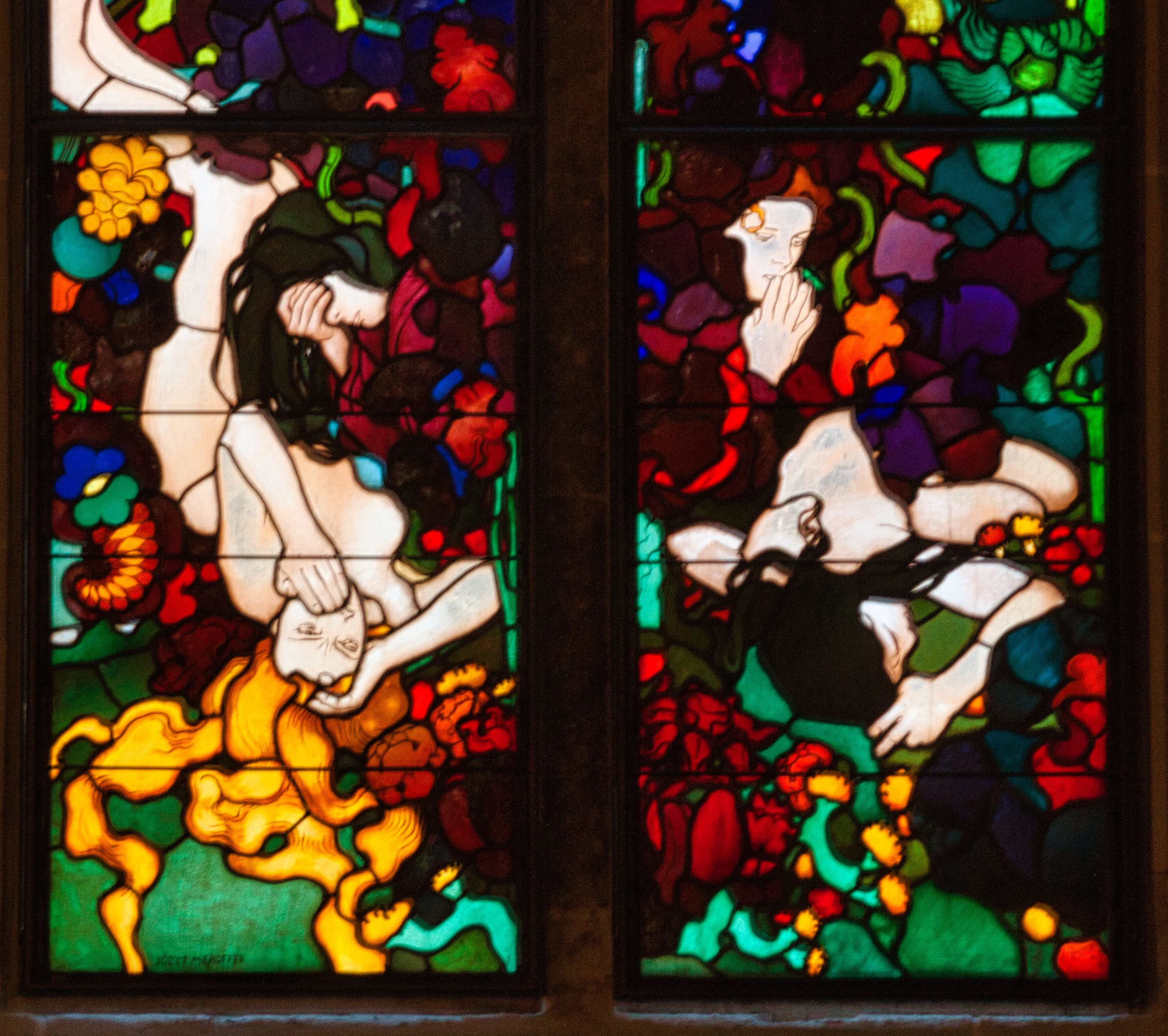
Martirio di Catarina e Barbara
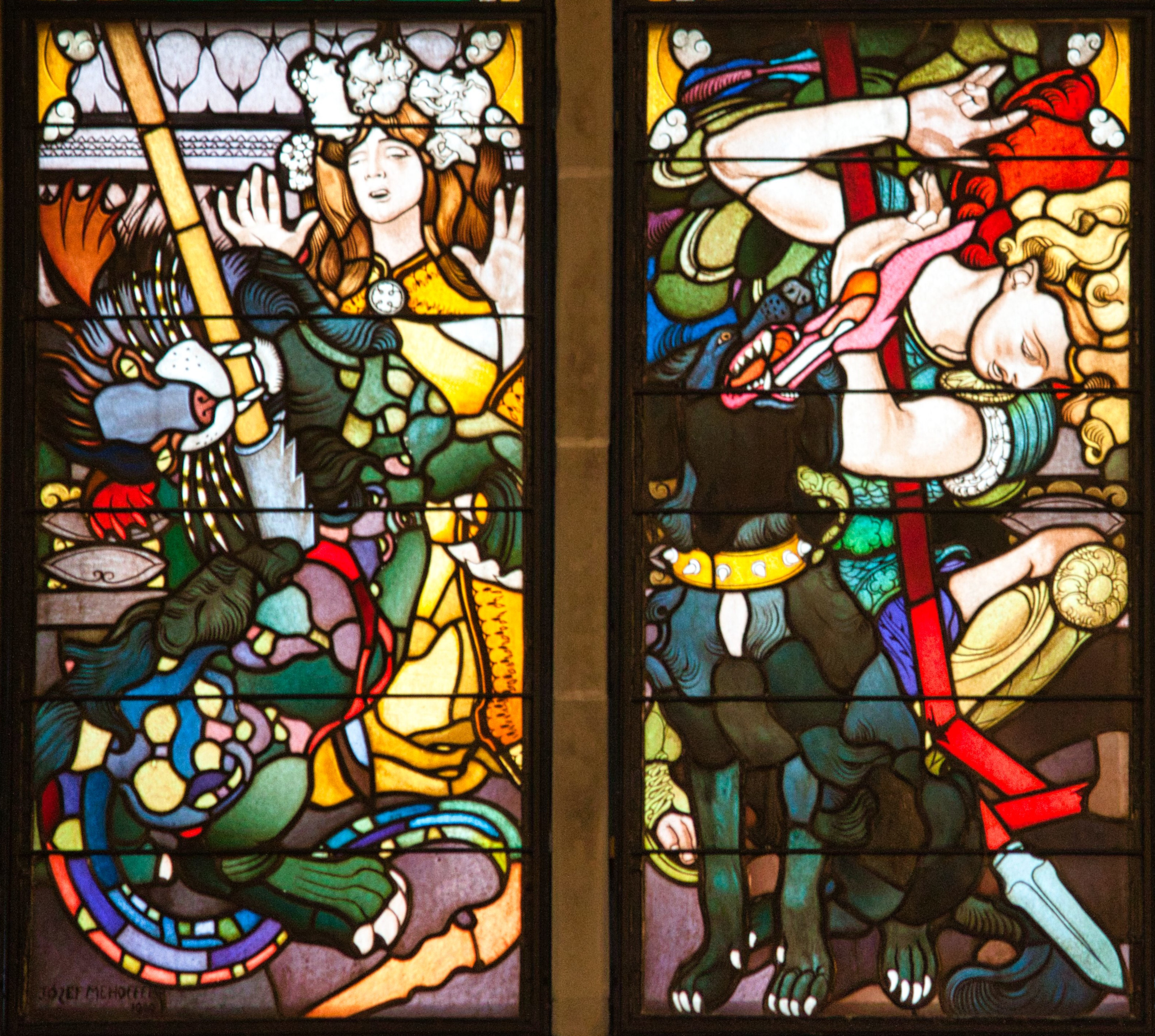
Drago e la principessa (a sinistra) Lucifero e il cane infernale (a destra)

Estratti dalle vetrate della cattedrale di Saint-Nicolas a Friburgo
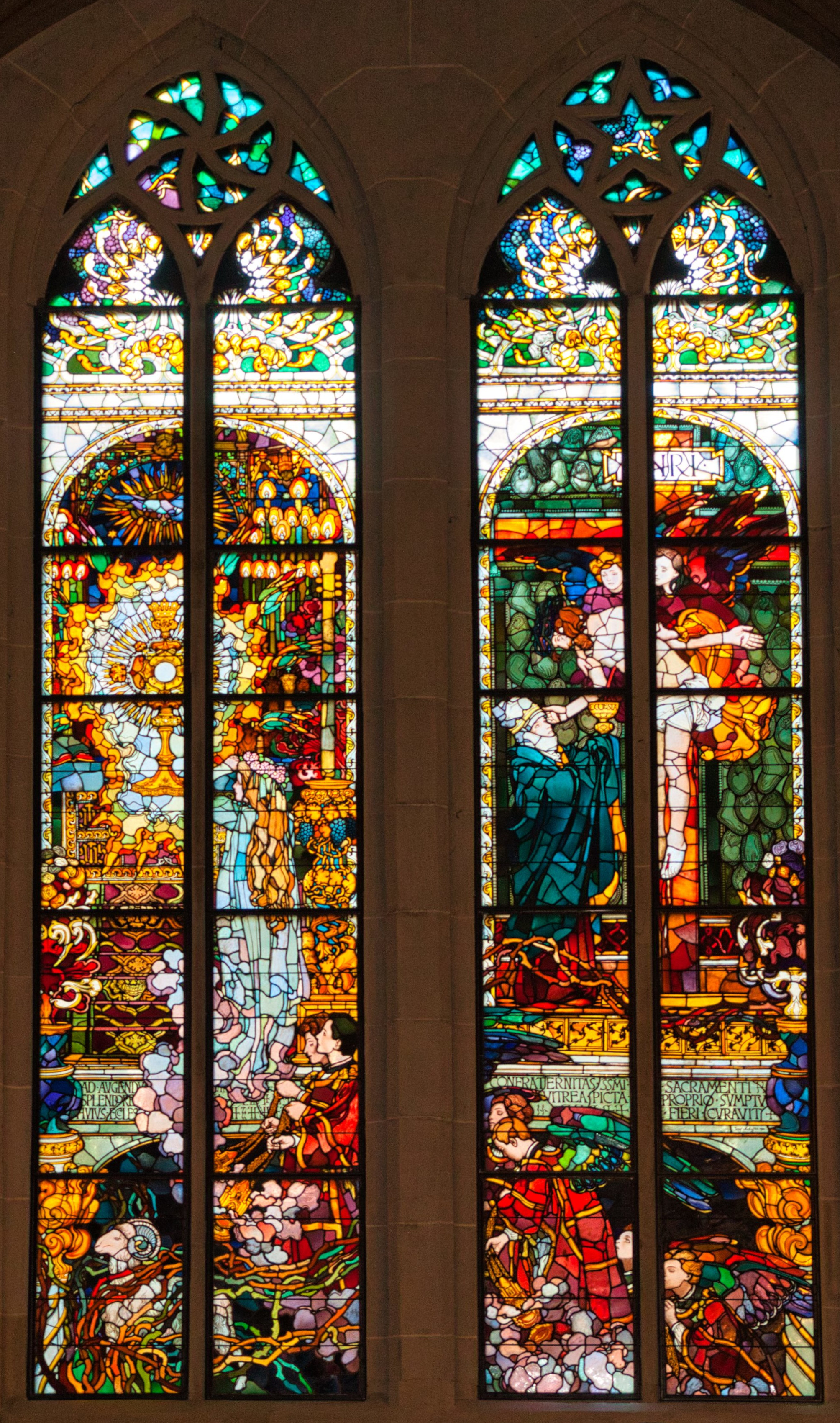
l'Eucaristia
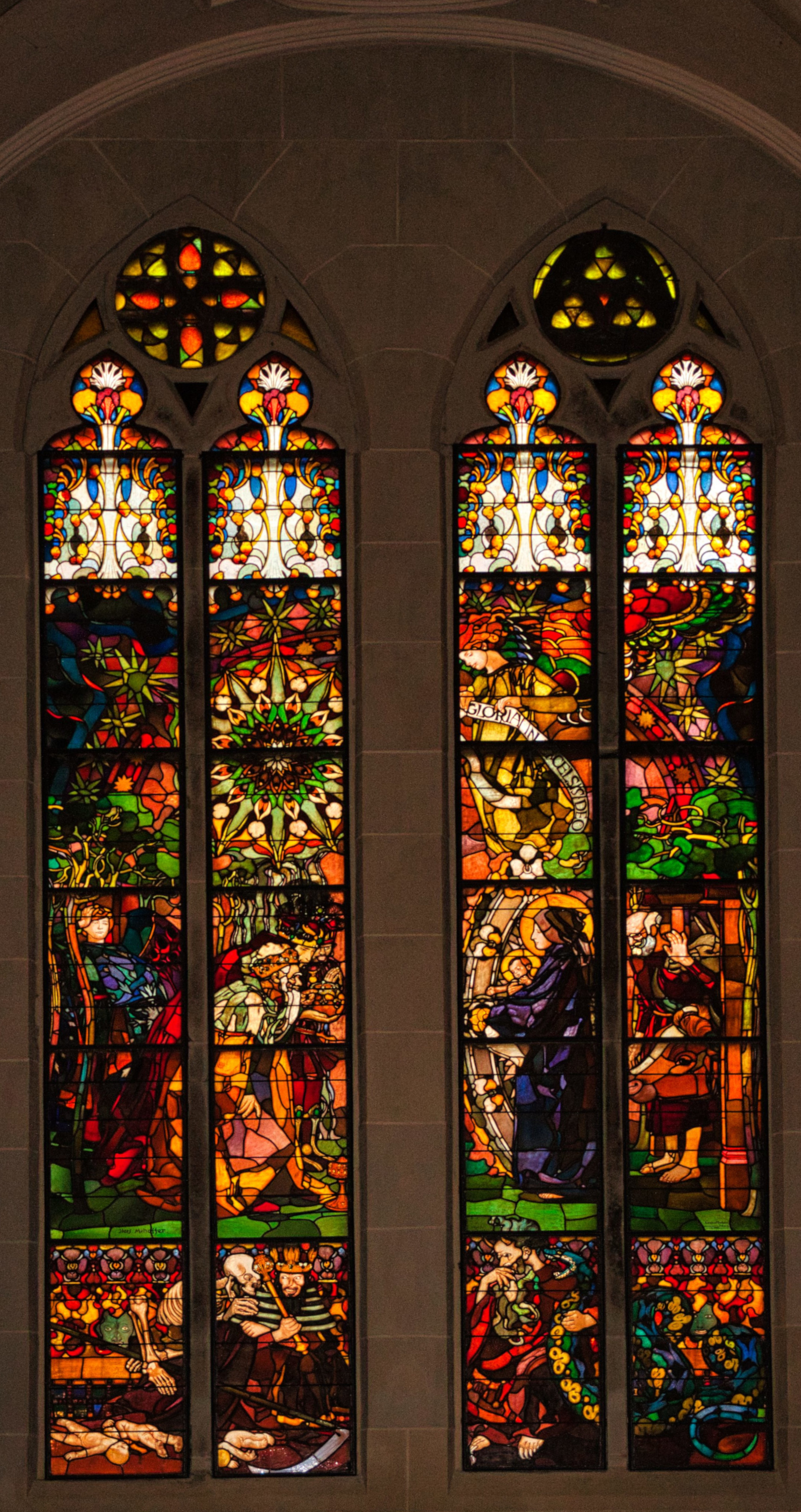
l'Adorazione
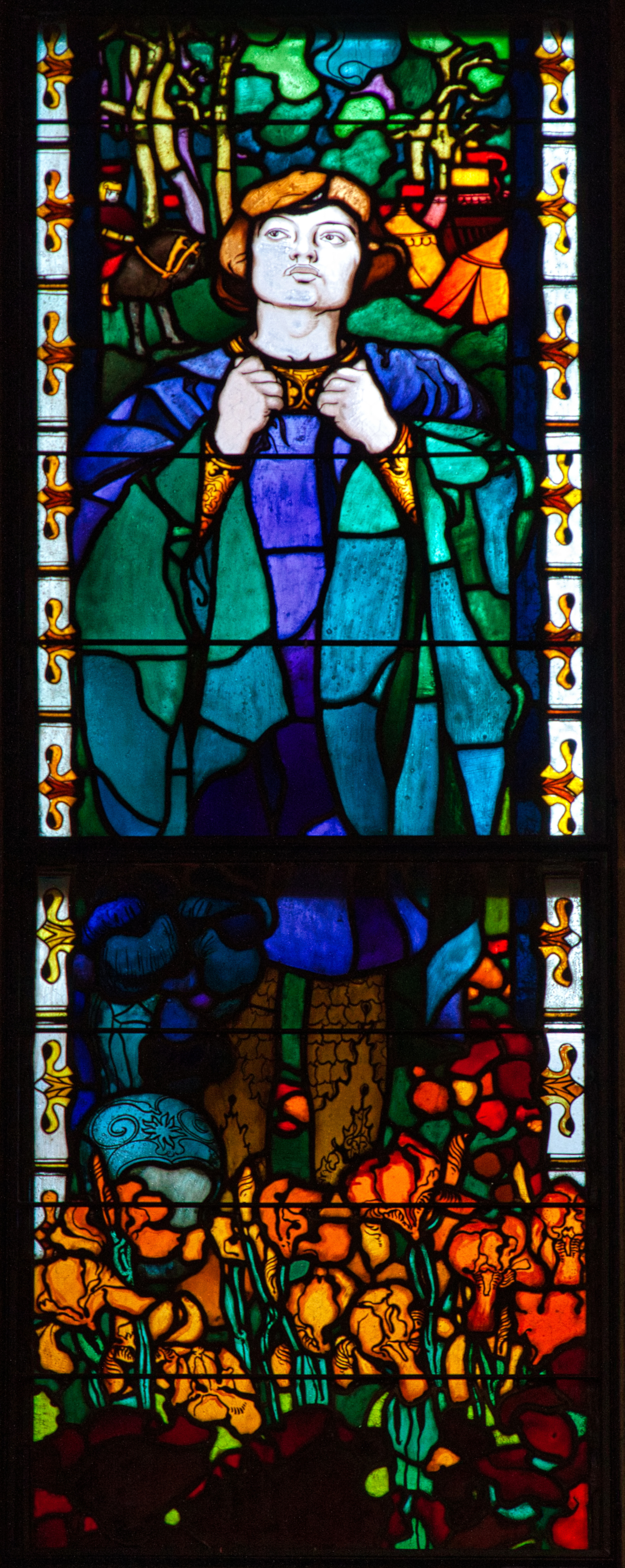
San Sebastiano
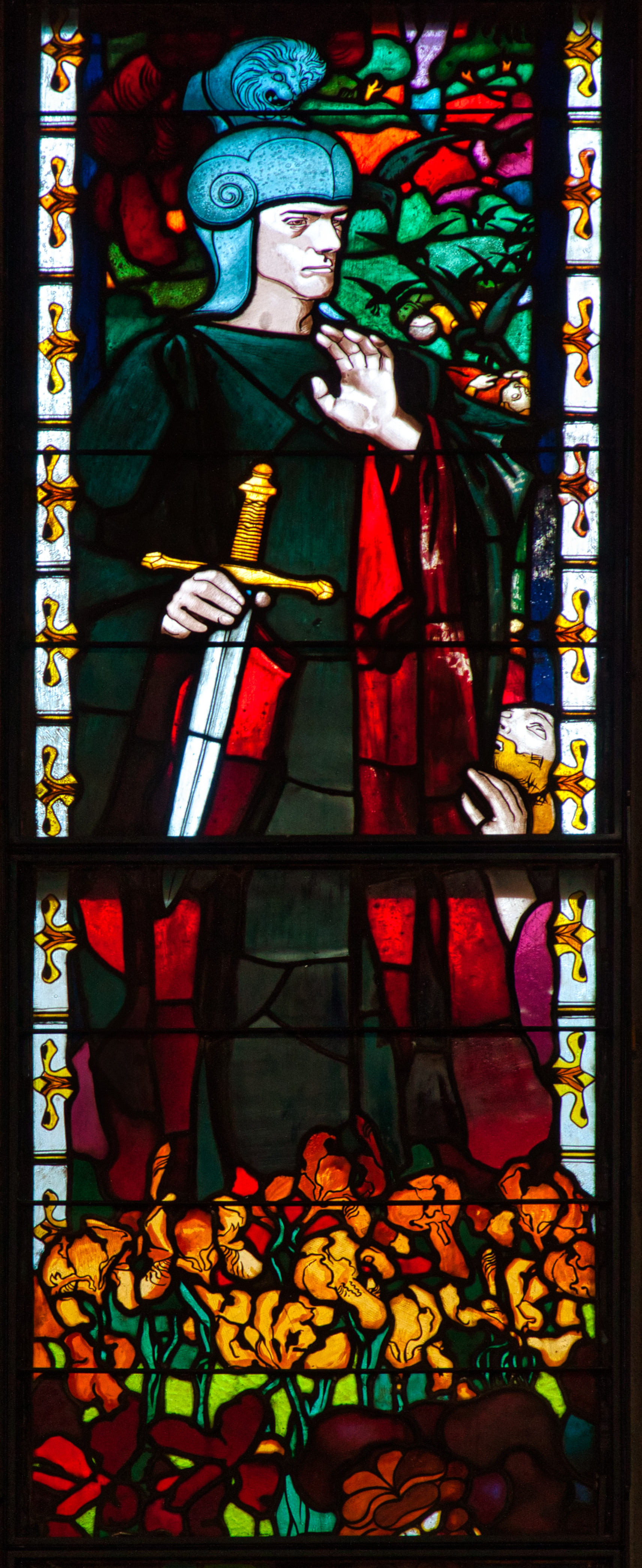
San Maurizio
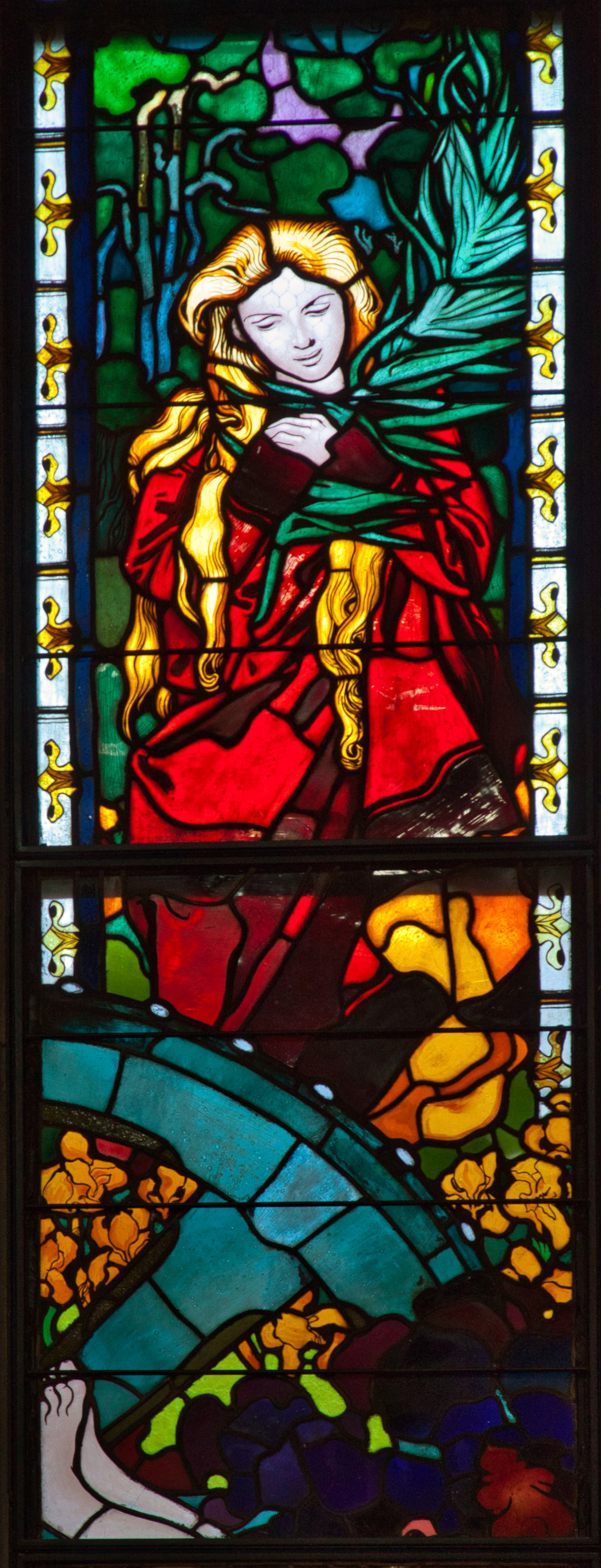
Santa Catarina
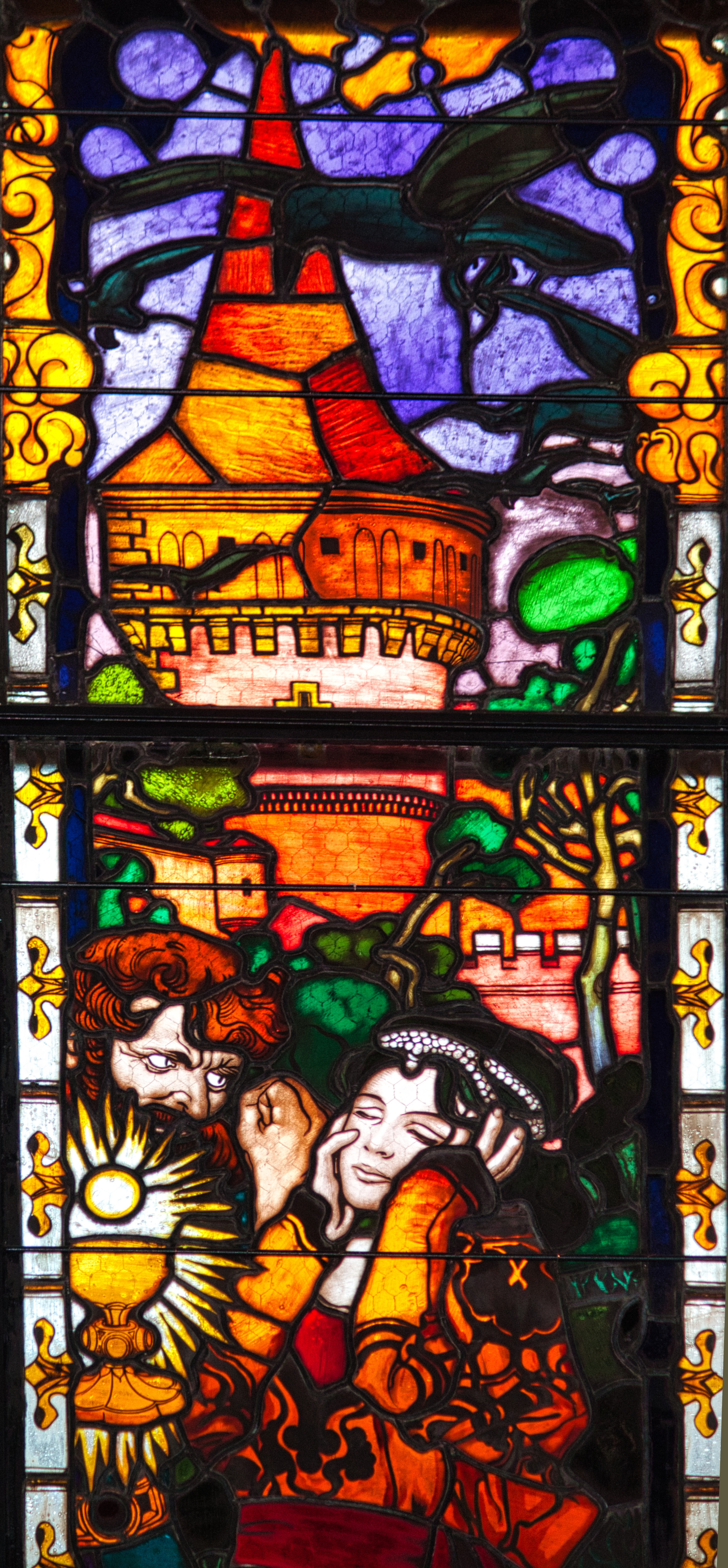
Santa Barbara